# PGC 1349470
LEDA/PGC 1349470 ist eine Balken-Spiralgalaxie im Sternbild Löwe an der Ekliptik, die schätzungsweise 1,4 Milliarden Lichtjahre von der Milchstraße entfernt ist. Gemeinsam mit IC 2749 bildet sie ein (optisches) Galaxienpaar.